# Пам'ятник Бернардо де Гальвесу (Вашингтон)
«Бернардо де Гальвес» (англ. Bernardo de Gálvez) — пам'ятник роботи скульптора Хуана де Авалоса, присвячений Бернардо де Гальвесу і встановлений в центрі Вашингтона — столиці США.

## Гельвес і США

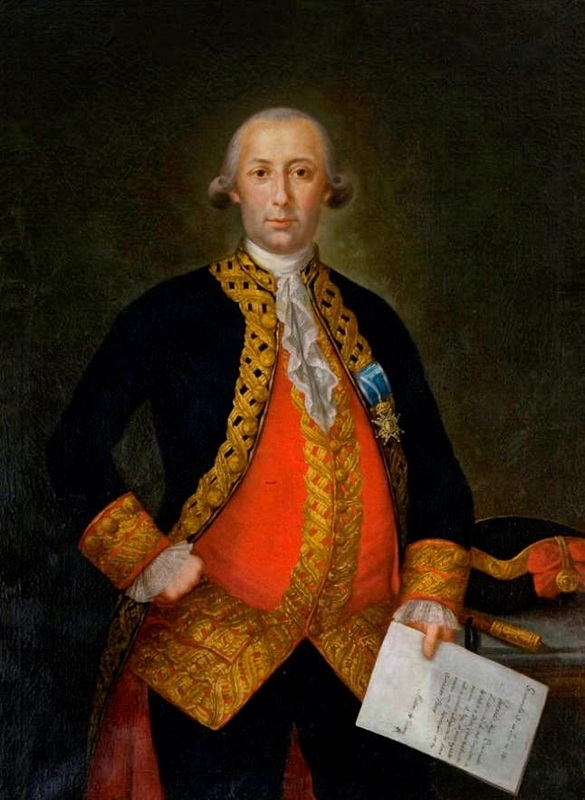

Бернардо де Гальвес (1746—1786) зіграв одну з ключових ролей у війні за незалежність США, будучи представником знатного роду, століттями служив іспанської монархії. Поступово на військову службу в віці 16 років за прикладом свого батька і дядька, він вже в 1769 році став комендантом фортеці Нуева-віскі [en] в Новій Іспанії, де провів кілька боїв проти апачів і отримав серйозне поранення. Після повернення до Іспанії в 1772 році, Гальвес вивчив військову науку у Франції і взяв участь в експедиціях в Європі і Африці, і в 1775 році був знову поранений в алжирській кампанії. У 1776 році він поїхав назад в Північну Америку як полковник Луїзіанського полку. Після початку руху тринадцяти колоній до незалежності від Великої Британії, влада Іспанії, охоплені ідей реваншу за невдалу семирічну війну і з метою підриву британського впливу, почали посилати своїх представників до американських революціонерів, допомагаючи їм грошима і озброєнням через підставні колоніальні компанії. Королівським указом від 10 липня 1776 року Гальвес був призначений губернатором колонії Луїзіана, раніше відступленої Іспанії і Франції. Захоплюючись рухом за незалежність і листуючись з Томасом Джефферсоном, Гальвес закрив гирлі річки Міссісіпі для входу британських судів і в той же час зробив порт Нового Орлеана відкритим і вільним для розміщення американських військ, і через Олівера Поллока почав таємно надавати їм боєприпаси і співпрацювати практично з усіма колоністами всюди де тільки можливо. Після того як Іспанія оголосила війну Великій Британії, пред'явивши ультиматум про негайне визнання США і ставши відкритим союзником американського революційного руху, що було зустрінуто підтримкою Джорджа Вашингтона, Гальвес ініціював рішучу військову кампанію проти англійців, отримавши наказ повернути назад всі території, програні в 1763 році. Його сили, що складаються з мексиканських новобранців, американських індіанців, вільних чорношкірих, іспанських солдатів, волонтерів з американських колоній і німецьких громад, незважаючи на епідемії гарячкових хвороб, густі ліси, урагани і кишачі комарами болота, послідовно просувалися по Міссісіпі, взявши 6 вересня 1779 роки без втрат форт Бют, захопивши 20 жовтня місто Батон-Руж, і змусивши 5 жовтня 1781 року до мирної здачі гарнізон форту Натчез, що викликало велике занепокоєння у британського командування. Розташовані на території Техасу гасієнди забезпечували боєприпасами, медикаментами, грошима і продуктами харчування іспанські війська і в якійсь мірі, американську Континентальну армію, при тому, що Гальвес фактично відкрив другий фронт, відтягнувши на південь увагу британських сил в Мексиканській затоці, які в зворотному випадку були б спрямовані на північний схід для боротьби з американськими революціонерами і так потерпілими кілька поразок. Після взяття форту Шарлотта і штурму Мобіла, Гальвес був проведений в фельдмаршалом і став головнокомандувачем усіма іспанськими силами на суші і на морі в Північній і Південній Америці. Великими труднощами і відвагою, його щонайбільше 10 травня 1781 захопили Пенсакола, столицю британської Західної Флориди, припинивши активну британське опір в Атлантиці і вздовж усього узбережжя. Після цього Карл III звів Гальвес в звання графа з дозволом додати на свій герб девіз «Тільки я» в пам'ять про взяття Пенсакола, і в 1783 році після експедицій на Багамські острови, Ямайку, Сент-Огастін і Галіфакс, трирічна війна закінчилася підписанням паризького мирного договору. В знак вдячності заслуг, за протекцією Поллока і за рішенням Континентального конгресу портрет Гальвес був розміщений в залі засідань, а Вашингтон запросив його на парад перемогу 4 липня 1783, на якому вони стояли в одному строю. Будучи відомим полководцем, завжди перебували в гущі бою і мотивувати свої війська особистим прикладом і красномовством, в 1785 році він змінив свого батька на посаді віце-короля Нової Іспанії. Перебуваючи на вершині політичної кар'єри, Гальвес несподівано помер від раптової хвороби у віці всього 38 років. Посмертно він став почесним громадянином США, увійшовши в аннали історії війни за американську незалежність нарівні з французами Лафайетом, Грассом і Рошамбо, пруссаками Штойбеном і Кальб, поляками Пуласкі і Костюшко.

## Історія

Через два століття після ініціативи Поллока з увічнення пам'яті Гальвес, в 1976 році його статуя роботи скульптора Хуана де Авалоса стала подарунком народу і уряду США від короля Іспанії Хуана Карлоса I до 200-річчя американської незалежності. 25 лютого сенатор Джозеф Монтойя вніс на розгляд Сенату меморандум № 3031 про зведення на федеральній землі Округу Колумбія статуї Гальвес на громадських засадах без витрат з боку уряду США. 1 квітня в підкомітеті по парках і відпочинку пройшли відповідні слухання, 21 травня сенат ухвалив резолюцію № 94-287, і 24 травня президент США Джеральд Форд затвердив рішення про спорудження пам'ятника. Розташування та дизайн пам'ятника було обрано міністерством внутрішніх справ США і затверджені Комісією Сполучених Штатів по образотворчих мистецтв і Національною комісією з планування столиці у співпраці з представниками посольства Іспанії в США. Скульптура була відлита в Іспанії і прибула в США разом з постаментом овальної форми, який не був прийнятий комісією з планування столиці, після чого в посольстві погодилися на установку статуї на тимчасовій підставі із залізничних шпал.
Король і королева Іспанії прибули з офіційним візитом в США 2 червня 1976, і під час офіційного прийому на Південній галявині Білого дому президент Форд зазначив, що "в цей рік двохсотріччя, народи Іспанії та Америки можуть з гордістю згадати групу відважних іспанців на чолі з Бернардо де Гальвес, який 200 років тому допоміг нашій боротьбі за національну незалежність «і» місто Вашингтон найближчим часом отримає статую Гальвес, щедрий дар до двохсотріччя від іспанського народу, в честь вкладу цього бравого іспанського солдата і государс венного діяча в незалежність Сполучених Штатів ". На урочистій церемонії відкриття пам'ятника пройшла 3 червня, за участю іспанського почесної варти і американських високопоставлених осіб, Хуан Карлос I зазначив, що "Бернардо де Гальвес є відомим іспанським солдатом, рішуче посприяти торжеству армії Джорджа Вашингтона. Я бажаю щоб всі запам'ятали блискучу і важливу кампанію, яку він провів на землях нижньої долини Міссісіпі. Завоювання заходу Флориди стало тим шедевром військової стратегії, який допоміг послабити тиск англійців у війні проти американських поселенців, які боролися за свою незалежність, що сприяв перемозі наших військ і припинення війни з народженням Сполучених Штатів. Так нехай статуя Бернардо де Гальвес служить нагадуванням про внесок Іспанією крові своїх солдатів в справу американської незалежності ". Через деякий час, статуя була піднята на постійний постамент, виконаний за проектом архітектора Хлоетьель Вудард Сміт фірмами «Roubin and Janeiro» і «North Carolina Granite Corporation». У 1993 році пам'ятник пройшов обстеження, за підсумками якого його стан був оцінений як «добрий», а потім описаний «Save Outdoor Sculpture»!

## Розташування
Пам'ятник знаходиться у штаб-квартири Організації американських держав біля будівлі [en] Державного департаменту США на схід від Центру виконавських мистецтв Джона Ф. Кеннеді, уздовж Віргінія-авеню на 20-й і 21-й вулицях поблизу станції метро «Фаррагут-Уест» в кварталі Фогг-Ботте на північному заході міста Вашингтон, будучи частиною скульптурної серії «статуї визволителів», що включає в себе ще чотири статуї. Через те, що статуя стоїть далеко від вулиць в непомітному місці серед з розрослися великих дерев і чагарників в центрі парку імені Гальвес, вона вважається однією з найменш відомих визначних пам'яток столиці.
|                             |
| Статуя Гальвеса, вид справа |

|                   |
| Дорожка до статуї |

|                       |
| Статуя в центрі парку |

1. ↑  https://www.nps.gov/places/000/bernardo-de-galvez-memorial.htm
2. 1 2 3  https://www.ncpc.gov/memorials/detail/34/
3. ↑  https://equestrianstatue.org/galvez-bernardo-de/